# Mycotretus nigromanicatus
Mycotretus nigromanicatus är en skalbaggsart som beskrevs av Boyle 1954. Mycotretus nigromanicatus ingår i släktet Mycotretus och familjen trädsvampbaggar. Inga underarter finns listade i Catalogue of Life.